# Walter Baltin
Walter Baltin (* 29. November 1908 in Potsdam; † 1973 ebenda) war ein deutscher evangelischer Theologe, Philologe und Religionspädagoge, der als Leiter des Katechetischen Seminars Potsdam (Seminar für kirchlichen Dienst Potsdam), maßgeblich an der Entwicklung der Christenlehre in der SBZ der Nachkriegszeit und in der DDR beteiligt war. Dabei griff er die Exemplaritätskonzepte der bundesdeutschen Religionspädagogen Karl Witt, Klaus Wegenast und Gert Otto auf. Er veröffentlichte bedeutende Artikel und Denkschriften in dem religionspädagogischen Blatt Die Christenlehre und war Mitglied der Kirchlichen Erziehungskammer Berlin-Brandenburg. Ab 1937 war er mit Elsbeth Ebeling verheiratet, einer Schwester von Gerhard Ebeling.